# Schlins
Schlins település Ausztria legnyugatibb tartományának, Vorarlbergnek a Feldkirchi járásában található. Területe 6,05 km², lakosainak száma 2 303 fő, népsűrűsége pedig 380 fő/km² (2014. január 1-jén). A település 502 méteres tengerszint feletti magasságban helyezkedik el.
A település részei:
- Baling
- Frommengärsch
- Jupident
- Rönsberg

## Fordítás
- Ez a szócikk részben vagy egészben  a   Schlins című angol Wikipédia-szócikk ezen változatának fordításán alapul.  Az eredeti cikk szerkesztőit annak laptörténete sorolja fel. Ez a jelzés csupán a megfogalmazás eredetét és a szerzői jogokat jelzi, nem szolgál a cikkben szereplő információk forrásmegjelöléseként.